# Demetrio Franco
Demetrio Franco (in albanese: Dhimitër Frangu o anche Dimiter Frengu; Drivasto, 1443 – 1525) è stato un presbitero e storico albanese.

## Biografia
Nato a Drivasto, cugino dell'arcivescovo Paolo Angelo (o Angeli), visse alla corte di Scanderbeg, principe d'Albania, come suo segretario, tesoriere, soldato e, in funzione religiosa, come prete cattolico. Accompagnò Scanderbeg nel suo viaggio a Roma nel 1466. 

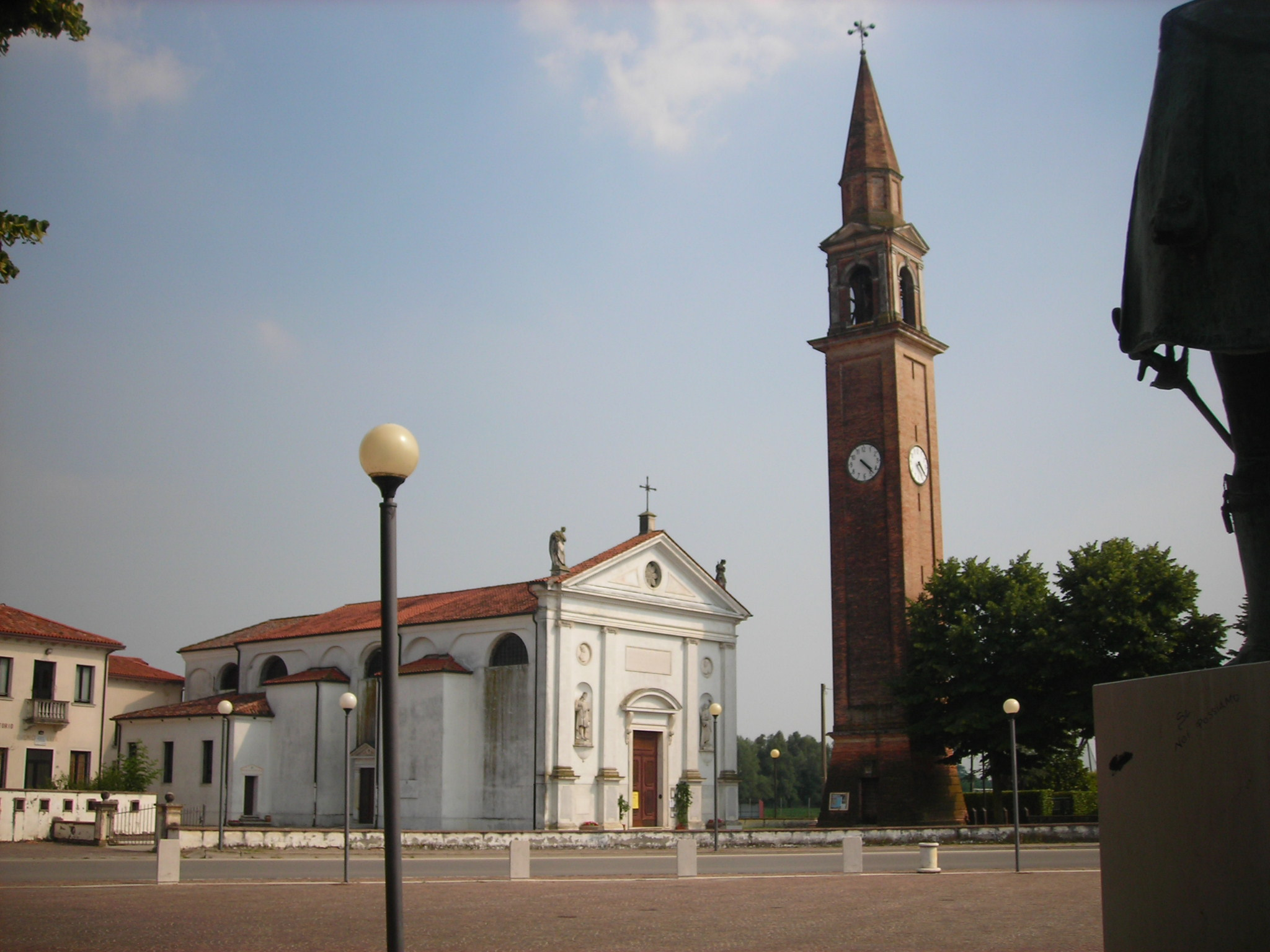
Chiesa San Giovanni Battista di Briana

Dopo la morte di Scanderbeg nel 1468, si spostò prima ad Antivari e poi lasciò l'Albania come profugo nel 1478, stabilendosi nella Repubblica di Venezia, dove venne assegnato come parroco alla Chiesa di San Giovanni Battista di Briana dal 1481 al 1513 quando si ritira per lasciare il posto a suo parente Paolo, figlio di Pietro Angeli (fratello del arcivescovo Paolo Angeli).
Qui, in qualità di studioso e latinista, scrisse in latino e pubblicò la biografia di Scanderbeg il 2 aprile 1480, presso il tipografo tedesco Erhard Ratdolf.
Poco altro si conosce di lui, oltre che fu l'autore del primo libro scritto su Scanderbeg, di cui si persero le tracce per ben 59 anni. Il testo, quando venne ritrovato, fu tradotto e pubblicato a Venezia nel 1539 da Paolo Giovio con il titolo Commentario delle cose de Turchi et del Sig. Giorgio Scanderbeg, principe di Epyro, in cui nel capitolo XXXVII viene menzionato che Demetrio Franco riscosse tremila ducati per conto di Scanderberg durante il suo viaggio a Roma.. Nel 1584, sempre a Venezia, ne venne pubblicata un'edizione riveduta e corretta a cura di Giovanni Maria Bonardo con il titolo Gli illustri et gloriosi gesti, et vittoriose imprese, fatte contra Turchi, dal sign. D. Giorgio Castriotto, detto Scanderbeg, prencipe d'Epirro, in cui si afferma che il testo era stato stampato nel 1545 a partire dal manoscritto in latino di Demetrio Franco. L'opera di Franco conta 18 edizioni solo a Venezia tra il 1539 e il 1679 ed è stata tradotta e pubblicata in lingua albanese nel 2005 a Tirana (in occasione del 600º anniversario della nascita di Scanderbeg) e nel 2012 a New York.